# Lapți

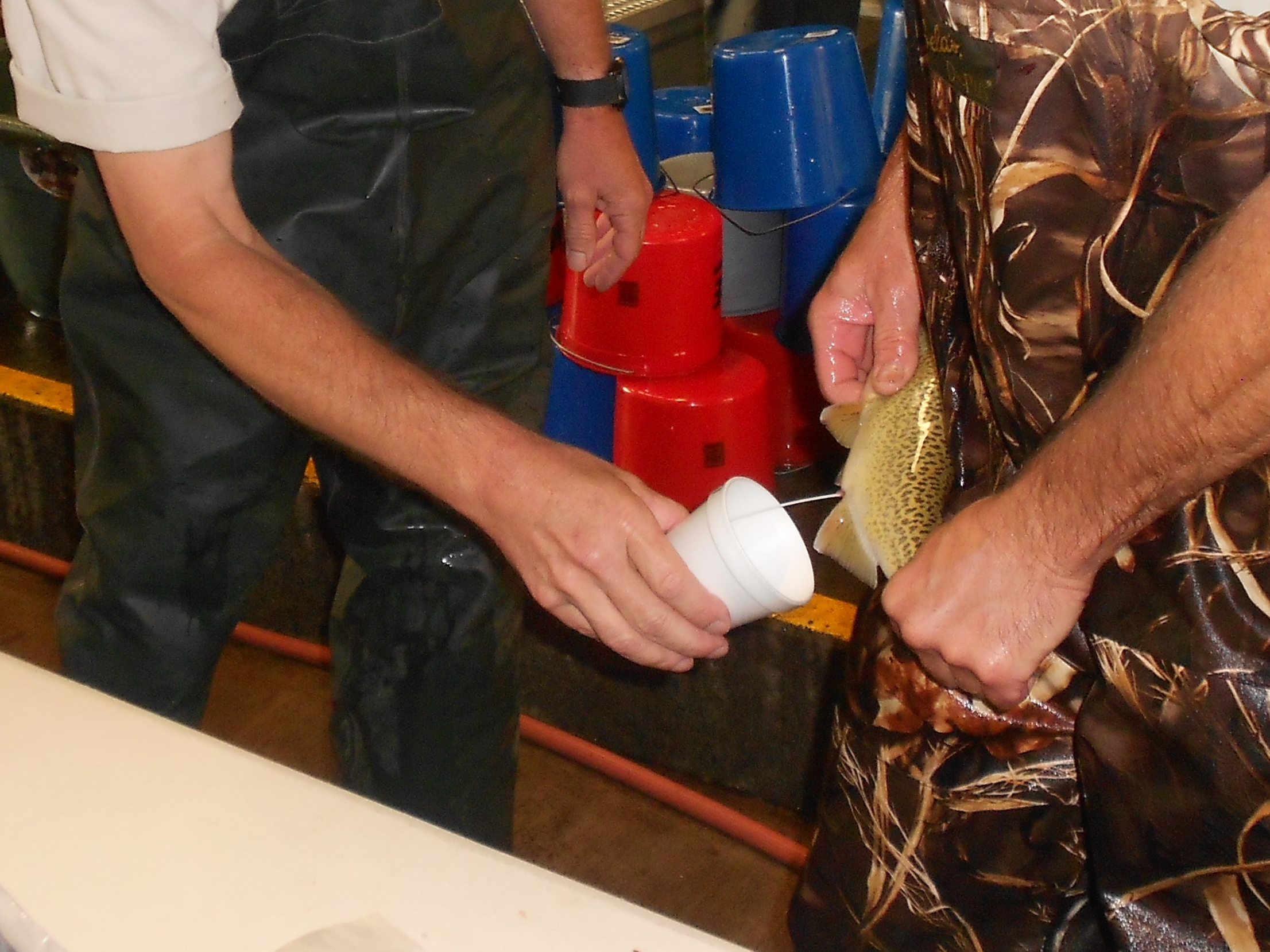
Colectarea lapților de somon Chinook

Lapții sunt glandele sexuale masculine la pești, moluște și alte animale marine care se reproduc prin pulverizarea lichidului seminal din glandă pe icre.

## Lapții în bucătărie
Lapții sunt consumați în multe culturi, adesea prăjiți sau în supe:
În bucătăria indoneziană, lapții (numiți telur ikan; ou de pește) sunt adesea folosiți în kari sau woku.
În bucătăria japoneză se mănâncă lapții (numiți 白子shirako, „copii albi”) de cod (tara), pești pescari (ankō), somon (sake), calamar (ika) și pește balon (fugu).
În bucătăria coreeană, lapții sunt numiți 이리, iri, și sunt folosiți mai ales în supe precum Al Tang sau Al Jjigae.
În bucătăria românească, lapții, mai ales de crap, se prăjesc și pot fi serviți cu mujdei drept gustare sau fel principal alături de o garnitură. Numele în limba română provine din latinescul lactes.
În bucătăria rusă, lapții de hering (rusă молока, transliterat: moloka, „lapte”) este murat la fel ca restul peștelui, dar consumat separat, uneori combinat cu icre de hering. Lapții a diverși pești sunt adesea prăjiți și consumați ca fel de mâncare ieftin, de zi cu zi.
În bucătăria siciliană, lapții de ton se numesc „lattume” și sunt folosiți în rețete pentru paste.
În bucătăria britanică, lapții de cod sunt, în mod tradițional, prăjiți în unt și întinși pe pâine prăjită.